# Братство Богоматери (Хертогенбос)

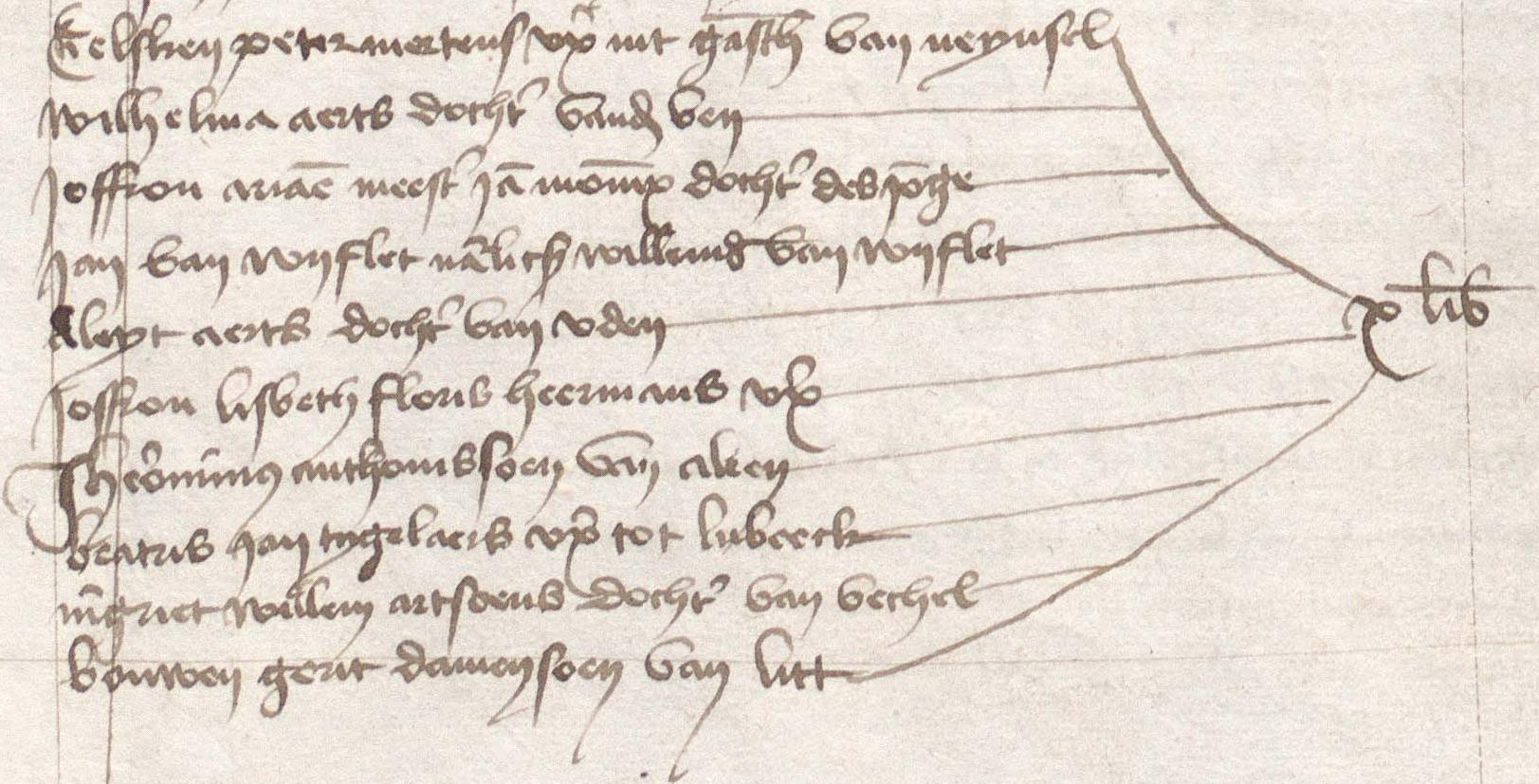
Список новых членов братства,
в том числе Иеронима Босха
(Брабантский исторический архив в Хертогенбосе)

Бра́тство Богома́тери (нидерл. Illustre Lieve Vrouwe Broederschap) — в голландском городе Хертогенбос, основанное в 1318 году и поныне существующее братство, общество посвящённых, поклоняющихся Богородице не только в посвящённые ей ежегодные праздники, но также во время устраиваемых братством еженедельных служб в одной из часовен городского собора Святого Иоанна. Самым знаменитым членом братства был уроженец города художник Иероним Босх (в 1486—1516 годы).
Кроме присягнувших и принявших постриг братство включает также приходящих членов. Иероним Босх входил в число присягнувших с 1486 года вплоть до своей смерти в 1516 году. В период 1486—1487 годов вместе с ним в братство вступило 353 новых члена. С конца XIV века братство приобрело особую популярность, в XV веке численность — значительно возросла, иногда пополнялась до тысячи новых членов в год. Архивные документы о деятельности Босха, как члена братства, свидетельствуют о его общественных обязанностях.

## Известные члены (братья)
- Босх, Иероним (годы жизни: ок. 1450—1516) — местный художник.
- Пипелар, Маттеус (англ. Matthaeus Pipelare; ок. 1450—1515) — композитор-контрапунктист[1], приехавший из Антверпена; с весны 1498 по 1500 год руководил хором братства.

## Источник
- Roger-Henri Marijnissen и Peter Ruyffelaere, «L’ABCdaire de Jérôme Bosch» (Париж, Flammarion, 2001, ISBN 9782080106537), стр. 32. (фр.)